# Сокуон
В японской письменности сокуон (促音) — специальный символ слоговой азбуки кана, являющийся уменьшенной записью символа «цу». В хирагане используется сокуон っ (от つ), в катакане — ッ (от ツ). 
При транслитерации на русский язык сокуон удваивает согласную в следующей после него море. При этом добавляемый согласный считается отдельной морой (так как число мор в слове равно числу знаков хираганы, с помощью которых оно записывается).
- もと: мо-то, 2 моры;
- もっと: мо-т-то, 3 моры.

В японских словах сокуон встречается перед согласными [п], [т], [к] и [с]; в заимствованиях из иностранных языков и междометиях может встречаться перед любыми другими согласными.
Сокуон также применяется для записи гортанной смычки (глухой гортанный взрывной согласный звук, получаемый смыканием голосовых связок, которые затем под напором воздуха резко размыкаются со взрывным звуком; пример в русском языке — «не-а»):
- あっ！: Ах!, возглас удивления.